# Psiconautica
La psiconautica è la metodologia per descrivere e spiegare gli effetti soggettivi degli stati alterati della coscienza dell'uomo, attraverso un paradigma di ricerca tramite il quale l'individuo si immerge volontariamente in questi stati alterati al fine di esplorare la natura dell'esistenza e dell'esperienza umane. Tra i principi base della psiconautica per l'autosperimentazione di nuove sostanze psicoattive è importante il criterio etico ovvero la sperimentazione dello psiconauta è esclusivamente individuale, escludendo animali e altre persone.

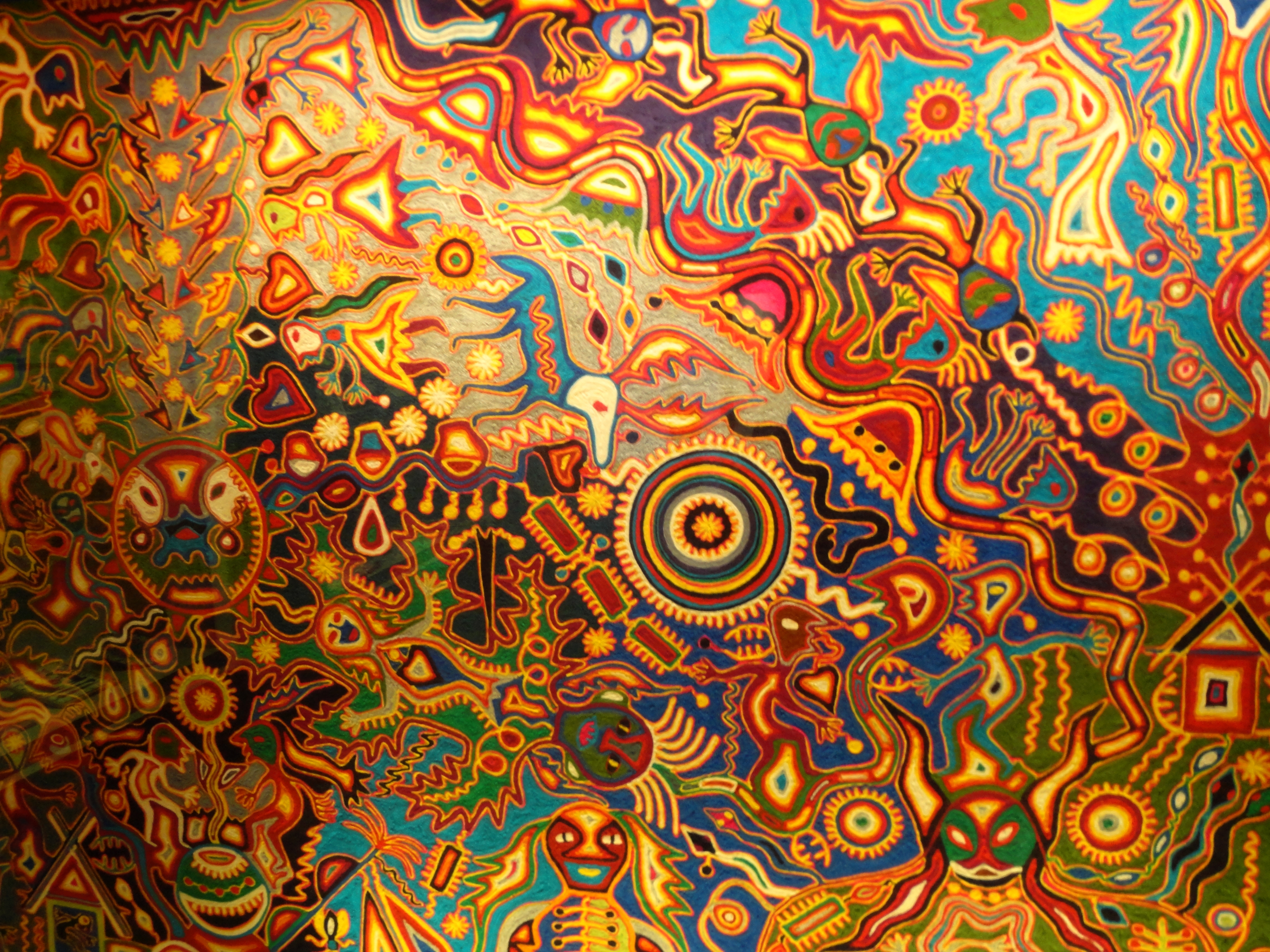
Visione soprannaturale indotta dall'ingestione di un peyote, raffigurata su un dipinto di lana detto nierika, opera del popolo Huicholes.

## Etimologia
Dal greco ψυχή (psyché=anima/spirito/mente) e ναύτης (nàutes=marinaio/navigatore), cioè la "navigazione dell'anima".

## Definizione e metodologie
Il termine è stato applicato ampiamente a tutte quelle tecniche (singole o combinate) tramite le quali si inducono degli stati alterati di coscienza per degli scopi di esplorazione della condizione umana e non per fini terapeutici, ricreativi o religiosi. L'individuo che si induce volontariamente stati alterati di coscienza in tale senso esplorativo è detto psiconauta.
I metodi più frequentemente usati includono:
- Uso di enteogeni. Nelle culture tradizionali gli enteogeni sono ottenuti da piante e funghi (Echinopsis pachanoi, Peyote, Cannabis, funghi allucinogeni, ayahuasca, semi di Anadenanthera, Salvia divinorum, Datura stramonium, Ipomea violacea, Argyreia nervosa, Rivea corymbosa, iboga ecc.) e, più raramente, animali (Incilius alvarius). Più recentemente e parallelamente all'uso tradizionale degli enteogeni si è sviluppato l'uso di sostanze pure, estratti e tinture (DMT, mescalina, psilocibina, bufotenina, ibogaina, salvinorina A, 5-MeO-DMT, ecc.) e di sostanze sintetiche o semisintetiche (LSD, ketamina, 2C-B ecc.)[3]
- Tecniche di interruzione dei consueti processi psicofisici quali privazione del sonno, deprivazione sensoriale, digiuno, capanna sudatoria, controllo del respiro (prāṇāyāma, respirazione olotropica) ecc.[5]
- Rituali religiosi, yogici e sciamanici come sacramenti, riti di passaggio e di iniziazione, capanna sudatoria, ricerca della visione, pūjā, danza e musica sacra ecc.[3]
- Onironautica e pratiche di induzione di sogni lucidi, come l'uso del diario notturno, induzione del risveglio ecc.[6].
- Ipnosi.[3]
- Meditazione, concentrazione, contemplazione e altre forme di focalizzazione della coscienza.[7]
- Psicologia transpersonale, rebirthing ecc.[8]
- Preghiere, mantra, japa, canti ecc.[3]
- Biofeedback e stimolatori delle attività neurali tramite luci, suoni e impulsi elettrici come mind machines, toni binaurali, dreamachine, CES (Cranial Electrotherapy Stimulation), ecc.[9]

## Letteratura
Il termine “psiconauta” fu usato per la prima volta dallo scrittore tedesco Ernst Jünger in un saggio sull'uso e gli effetti di droghe, alcolici e altre sostanze psicotrope.
Nel 1982 il termine viene altresì citato dallo scrittore Peter J. Carroll in una sua opera sull'uso sperimentale della meditazione, sui rituali e sull'uso della droga nell'esplorazione sperimentale della coscienza e dei fenomeni psichici, detta anche la "magia del caos". Quindi riutilizzato anche dall'etnobotanico Jonathan Ott, nel 2001.
Tuttavia, sia l'etnobotanica che la psiconautica stessa, potrebbero essere considerate anche delle antiche ramificazioni sperimentali di analisi e studio della antropologia e della psicologia (in particolar modo quella comportamentale e clinica tossicologica).
La psiconautica viene spesso associata allo studio sull'uso rituale e aggregativo-religioso, comportamentale e sociale, delle droghe in tutte le etnie e culture del mondo.